# (10161) Nakanoshima
(10161) Nakanoshima est un astéroïde de la ceinture principale.

## Description
(10161) Nakanoshima est un astéroïde de la ceinture principale. Il fut découvert le 31 décembre 1994 à Ōizumi par Takao Kobayashi. Il présente une orbite caractérisée par un demi-grand axe de 2,39 UA, une excentricité de 0,04 et une inclinaison de 4,0° par rapport à l'écliptique.

## Compléments